# Nathusia
Nathusia  é um gênero botânico da família Oleaceae.

## Espécies
| - Nathusia alata - Nathusia americana - Nathusia golungensis - Nathusia holstii | - Nathusia obliquifoliolata - Nathusia swieteniodes - Nathusia trichoclada |

## Nome e referências
Nathusia Hochst. 1841.